# Bruno Pereirinha
Bruno Pereirinha (Sintra, Portugal, 2 de marzo de 1988) es un futbolista portugués. Juega de centrocampista y su equipo actual es el Cova Piedade.

## Biografía
Bruno Pereirinha empezó su carrera futbolística en las categorías inferiores del Sporting de Lisboa.
En 2006 se marcha en calidad de cedido durante una temporada al CD dos Olivais e Moscavide.
A su regreso al Sporting se incorpora a la primera plantilla del club, aunque esa temporada (2007-08) juega muy pocos partidos de titular el entrenador lo usa frecuentemente para disputar los últimos minutos de los partidos.
Con el Sporting se proclama campeón de la Copa de Portugal. También gana una Supercopa. 
Disputa la Copa de la UEFA debutando el 21 de febrero de 2008 contra el FC Basilea donde marcó un gol. Consigue volver a marcar en esta competición. Fue el 13 de marzo contra el Bolton Wanderers en el minuto 85 del partido. Ese gol dio el triunfo a su equipo (1-0).
Participó con su club en la primera edición de la Taça da Liga en la temporada 2007-08. El Sporting llegó a la final, pero perdió por penaltis contra el Vitória FC.

## Selección nacional
Todavía no ha debutado con la selección absoluta, aunque sí con la sub-21. 

## Clubes
| Club                       | País     | Año       |
| -------------------------- | -------- | --------- |
| Olivais Moscavide (cedido) | Portugal | 2006      |
| Sportin CP                 | Portugal | 2007-2013 |
| Vitória Guimarães (cedido) | Portugal | 2010      |
| Kavala (cedido)            | Grecia   | 2011      |
| Società Sportiva Lazio     | Italia   | 2013-2015 |
| Atlético Paranaense        | Brasil   | 2015-2017 |
| Os Belenenses              | Portugal | 2017-2018 |
| Cova Piedade               | Portugal | 2018-     |

## Títulos
- 2 Taça de Portugal (Sporting CP, 2007 y 2008)
- 2 SuperTaça de Portugal (Sporting CP, 2007 y 2008)